# Tênis de mesa nos Jogos Pan-Americanos de 2007
O tênis de mesa nos Jogos Pan-Americanos de 2007 foi realizado no Pavilhão 4B do Complexo Esportivo Riocentro entre 22 e 28 de julho e 28 de julho, com os torneios de simples e de equipes, ambos no masculino e no feminino. Os campeões dos torneios individuais garantiram vaga nos Jogos Olímpicos de Verão de 2008.

## Países participantes
Dezenove delegações apresentaram atletas nas competições de tênis de mesa:
| - ARG Argentina (3) - BAR Barbados (1) - BRA Brasil (6) - CAN Canadá (6) - CHI Chile (6) - COL Colômbia (3) - CUB Cuba (6) - DOM República Dominicana (6) - ECU Equador (1) - ESA El Salvador (3) | - GUA Guatemala (3) - HON Honduras (3) - MEX México (3) - PAR Paraguai (6) - PER Peru (2) - PUR Porto Rico (6) - TRI Trinidad e Tobago (2) - USA Estados Unidos (6) - VEN Venezuela (6) |

## Medalhistas
| Evento                        | Ouro                                                  | Prata                                              | Bronze |
| ----------------------------- | ----------------------------------------------------- | -------------------------------------------------- | --- |
| Individual masculino detalhes | Lin Ju DOM República Dominicana                       | Liu Song ARG Argentina                             | Hugo Hoyama BRA Brasil Thiago Monteiro BRA Brasil                                                                  |
| Equipes masculinas detalhes   | Thiago Monteiro Hugo Hoyama Gustavo Tsuboi BRA Brasil | Gastón Alto Liu Song Pablo Tabachnik ARG Argentina | Pierre-Luc Hinse Shen Qiang Peter-Paul Pradeeban CAN Canadá Mark Hazinski Eric Owens Han Xiao USA Estados Unidos   |
| Individual feminino detalhes  | Gao Jun USA Estados Unidos                            | Wu Xue DOM República Dominicana                    | Judy Long CAN Canadá Wang Chen USA Estados Unidos                                                                  |
| Equipes femininas detalhes    | Gao Jun Wang Chen Tawny Banh USA Estados Unidos       | Judy Long Zhang Mo Chris Xu CAN Canadá             | Glendys González Dayana Ferrer Anisleyvis Bereau CUB Cuba Johenny Valdéz Wu Xue Lian Qian DOM República Dominicana |

## Quadro de medalhas
| Ordem | País                     | Medalha de ouro | Medalha de prata | Medalha de bronze |    |
| ----- | ------------------------ | --------------- | ---------------- | ----------------- | -- |
| 1     | USA Estados Unidos       | 2               |                  | 2                 | 4  |
| 2     | DOM República Dominicana | 1               | 1                | 1                 | 3  |
| 3     | BRA Brasil               | 1               |                  | 2                 | 3  |
| 4     | ARG Argentina            |                 | 2                |                   | 2  |
| 5     | CAN Canadá               |                 | 1                | 2                 | 3  |
| 6     | CUB Cuba                 |                 |                  | 1                 | 1  |
| TOTAL | TOTAL                    | 4               | 4                | 8                 | 16 |